# 18
18 (XVIII) fue un año común comenzado en sábado del calendario juliano, en vigor en aquella fecha. En el Imperio romano, era conocido como el Año del consulado de Augusto y César (o menos frecuentemente, año 771 Ab urbe condita). La denominación 18 para este año ha sido usado desde principios del período medieval, cuando la era A. D. se convirtió en el método prevalente en Europa para nombrar a los años.

## Acontecimientos

### Imperio romano
- 18 de marzo: En Mesina y Reggio Calabria sucede un terremoto. Se desconoce el número de muertos.
- 24 de marzo: En Mesina (Sicilia) y Reggio (Calabria) sucede otro terremoto. Se desconoce el número de muertos.
- El emperador Tiberio (por tercera vez) y Julio César Germánico ejercen el consulado.
- En África es destruida una vexillatio (subunidad) de la Legio III Augusta en una emboscada.
- El jefe germano Arminio destruye el reino de los marcomanos.
- Thusnelda, esposa de Arminio, es exhibida en el desfile de la victoria del general romano Germánico Julio César Claudiano, a pesar de que su victoria no había servido para consolidar la posesión de Germania para el Imperio romano (Germánico quería lanzar una nueva campaña, pero el emperador Tiberio le encomendó una misión diferente).

### Siria
- Invierno: César Germánico llega a Siria, como nuevo comandante en jefe del Oriente romano.
- Cneo Calpurnio Pisón, gobernador de Siria, ignora la orden de Germánico de enviar a las legiones estacionadas en Siria, incluyendo la Legio VI Ferrata y la X Fretensis, a Armenia para robustecer su coronación planeada de Artaxias III.

### Partia
- Germánico concluye un tratado de paz con Artabano II de Partia, en el que es reconocido como rey y amigo de Roma.

### Asia
- En Corea se funda la población de Seúl, actual capital del país.
- En Jerusalén (Judea), Caifás se convierte en sumo sacerdote del templo judío.

## Fallecimientos
- Herodes Arquelao, etnarca de Judea, Samaria e Idumea.
- Ovidio, poeta romano (o 17).[1]

## Arte y literatura
- Estrabón escribe geografía (o en 7).